# لاتانوپروست
لاتانوپروست (به انگلیسی: Latanoprost)
رده درمانی: آنالوگ پروستاگلاندین
اشکال دارویی: قطره چشمی

## موارد مصرف
درمان گلوکوم چشمی با زاویه باز

## مکانیسم اثر
لاتانوپروست یک آنالوگ پروستاگلاندین F۲α است که معتقدند با افزایش خروج مایع زلالیه فشار داخل چشمی (IOP) را کاهش می‌دهد.

## عوارض جانبی
عوارض موضعی: در ۱۰ % بیماران ممکن‌است در طی چهار ماه مصرف، سوزش چشم، تاری دید، خارش، پرخونی چشم و تغییر رنگ عنبیه و عوارض سیستمیک از جمله علائم شبیه آنفلوآنزا پیدا کنند.